# جائزة فلسطين للدراسات الاجتماعية والعلوم الإنسانية
جائزة فلسطين للدراسات الاجتماعية والعلوم الإنسانية هي إحدى جوائز دولة فلسطين في الآداب والفنون والعلوم الإنسانية، حيث يمنحها رئيس دولة فلسطين سنويًا للمبدعين في حقل العلوم الإنسانية والاجتماعية.

## عناصر الجائزة
تتكون جائزة فلسطين للدراسات الاجتماعية والعلوم الإنسانية من العناصر التالية:
- الشعار.[1]
- شهادة تقديرية.[1]
- ميدالية تذكارية.[1]
- مكافأة نقدية قيمتها 10000 دولار أمريكي.[1]

## حائزون على الجائزة
- للعام 2023: الكاتب الأسير "كميل أبو حنيش".[2]
- للعام 2022: عمر نزال عن كتابه "كباسيل: منافذ الاتصال والتواصل لدى الأسرى في سجون الاحتلال الإسرائيلي"، ونور محمد جبر عن كتابه "هندسة الاضطهاد: سياسة التحكم بالأجساد الصامتة".[3]

- للعام 2021: شريف كناعنة، ونبيل علقم.[4]

- للعام 2020: ماهر الشّريف عن كتابه "المثّقف الفلسطينيّ ورهانات الحداثة 1908-1948"، ومصطفى كبها عن كتابه "لكلّ عينٍ مشهد".[5]

- للعام 2019: نبيه القاسم، ومحمد البوجي.[6]

- للعام 2017: جهاد صالح.[7]

- للعام 2015: أحمد عبد الرحمن، وإبراهيم نمر موسى.[8][9]